# Rio Ave Futebol Clube 2014-2015

## Rosa
| N. |                        | Ruolo | Calciatore          |
| -- | ---------------------- | ----- | ------------------- |
| 1  | Brasile (bandiera)     | P     | Cássio              |
| 3  | Francia (bandiera)     | D     | Prince-Désir Gouano |
| 5  | Spagna (bandiera)      | C     | Jonathan Ñíguez     |
| 6  | Portogallo (bandiera)  | C     | Luis Gustavo        |
| 8  | Portogallo (bandiera)  | C     | Tarantini           |
| 9  | Egitto (bandiera)      | A     | Ahmed Hassan        |
| 10 | Brasile (bandiera)     | C     | Diego Lopes         |
| 11 | Bielorussia (bandiera) | C     | Renan Bressan       |
| 12 | Brasile (bandiera)     | D     | Lionn               |
| 13 | Ghana (bandiera)       | A     | Emmanuel Boateng    |
| 14 | Portogallo (bandiera)  | C     | André Vilas Boas    |
| 15 | Portogallo (bandiera)  | D     | Tiago Pinto         |
| 16 | Portogallo (bandiera)  | D     | Nuno Lopes          |
| 17 | Portogallo (bandiera)  | A     | Ukra                |

| N. |                        | Ruolo | Calciatore         |
| -- | ---------------------- | ----- | ------------------ |
| 18 | Portogallo (bandiera)  | C     | Júlio Alves        |
| 19 | Ghana (bandiera)       | A     | Ernest Ohemeng     |
| 20 | Portogallo (bandiera)  | C     | Pedro Moreira      |
| 21 | Paesi Bassi (bandiera) | C     | Marvin Zeegelaar   |
| 22 | Ghana (bandiera)       | C     | Sunday Abalo       |
| 25 | Portogallo (bandiera)  | D     | Roderick Miranda   |
| 28 | Venezuela (bandiera)   | A     | Yonathan Del Valle |
| 30 | Ghana (bandiera)       | C     | Alhassan Wakaso    |
| 33 | Liberia (bandiera)     | A     | William Jebor      |
| 44 | Portogallo (bandiera)  | D     | Nélson Monte       |
| 46 | Brasile (bandiera)     | C     | Marcelo            |
| 87 | Portogallo (bandiera)  | A     | Renato Santos      |
| 93 | Brasile (bandiera)     | P     | Ederson Moraes     |